# Gerrit van Rijt
Johannes Gerardus ("Gerrit") van Rijt (Meijel, 2 april 1870 – Maastricht, 9 september 1959) was een rooms-katholiek priester en aalmoezenier, die vooral van betekenis is geweest voor de jeugdzorg in Limburg. Door zijn benoeming in 1947 tot geheim kamerheer van de paus droeg hij de titel monseigneur. Van Rijt was een groot deel van zijn leven fervent amateurfotograaf. Zijn bewaard gebleven foto's zijn van belang voor de geschiedenis van de fotografie in Limburg en de geschiedenis van de stad Maastricht.

## Levensloop
Gerrit van Rijt was de enige zoon van de landbouwer-rentenier Lambert van Rijt (1833-1923) en zijn vrouw Arnoldina van Bree (1834-1910). Hij groeide op in de buurtschap De Donk van het Peeldorp Meijel, op de grens van Brabant en Limburg. Hij bezocht de openbare lagere school in Meijel (1876-1883) en daarna, als internaatsleerling, het Bisschoppelijk College in Roermond (1883-1889). Na een tweejarige tussenopleiding aan het kleinseminarie Rolduc vervolgde hij zijn studies aan het grootseminarie Roermond (1891-1895).
Op 30 maart 1895 ontving hij te Roermond uit handen van mgr. Boermans de priesterwijding, waarna hij zijn eerste heilige mis opdroeg in Meijel op 14 april 1895. Als parochiegeestelijke bracht hij het niet verder dan kapelaan, van 1895 tot 1910 in de Sint-Matthiasparochie in Maastricht en van 1910 tot 1921 in de Sint-Martinusparochie in Wyck. Het was al snel duidelijk dat zijn ambities elders lagen. In de Sint-Matthiasparochie, in de overbevolkte arbeidersbuurt Boschstraatkwartier, werd hij geconfronteerd met de erbarmelijke leefomstandigheden van de meesten van zijn parochianen. Gerrit van Rijt ontpopte zich in deze armste parochie van Maastricht als een sociaal bewogen geestelijk leidsman. Vooral de jeugdzorg had zijn aandacht, met name het jongenspatronaat.

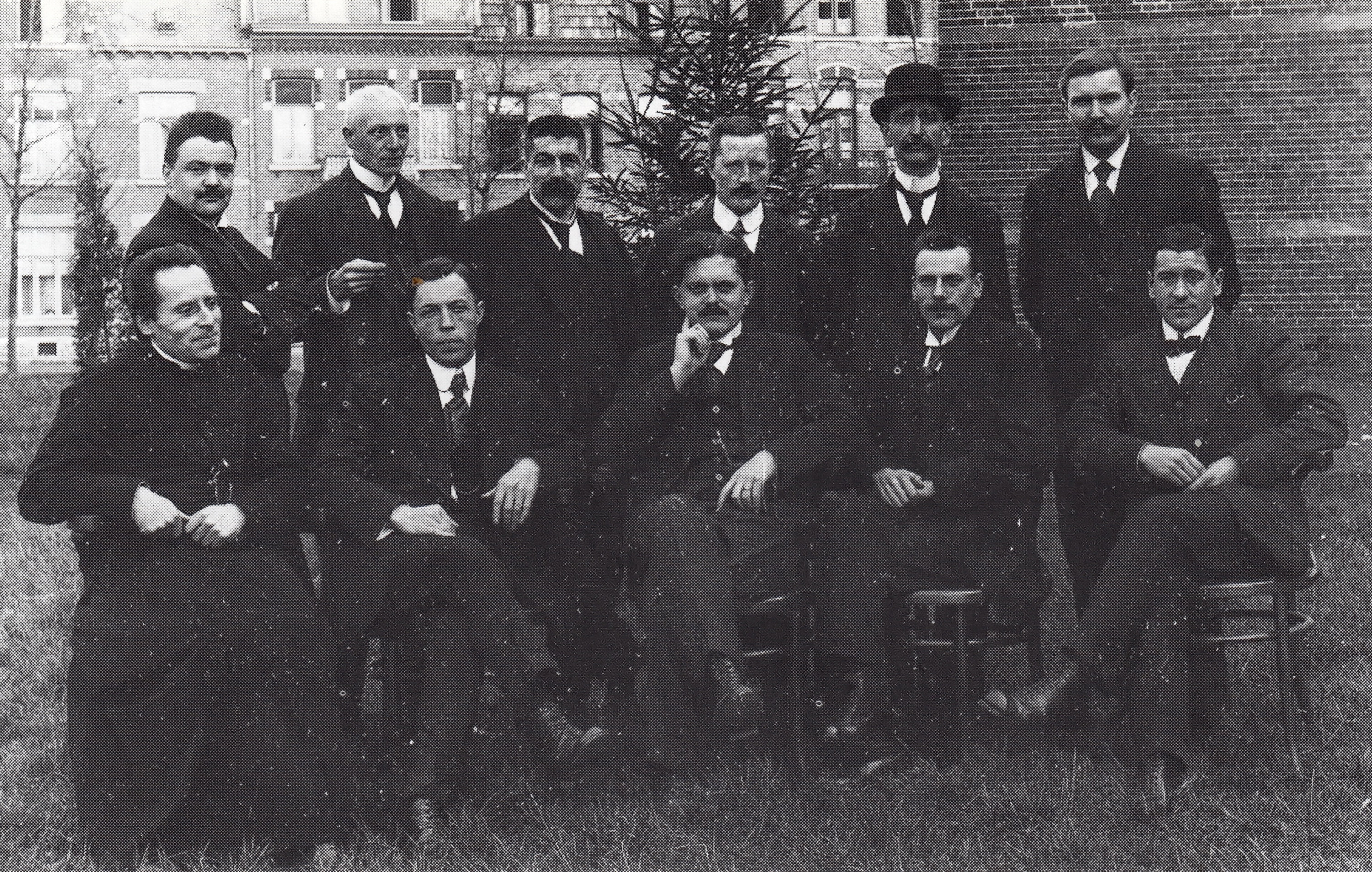
Van Rijt, linksonder, met bestuur en docenten van de Ambachtsschool, 1912

Van Rijts interesse voor het onderwijs en de jeugdzorg begon al vroeg. Reeds op zestienjarige leeftijd richtte hij een schooltje op voor kinderen van de Neerkant op de Schans. In Maastricht was Van Rijt vanaf 1903, naast kapelaan, directeur van de Patronaatstekenschool voor jeugdige werklieden, die in 1892 was opgericht door rector Martin Rutten en Fons Olterdissen. Hij zette zich tevens in voor de oprichting van de Maastrichtse ambachtsschool. Vanaf 1921 was hij bisschoppelijk inspecteur van het rooms-katholiek nijverheidsonderwijs voor jongens en meisjes, lange tijd de enige functie in zijn soort in Nederland. Een jaar later, in 1922, werd hij directeur van een drietal opvanghuizen van de Soeurs de la Miséricorde ("Zusters van Barmhartigheid") in Maastricht. Van Rijt was verder betrokken bij verschillende initiatieven op het gebied van de kinderbescherming in Limburg. Zo was hij voorzitter van de zuidelijke kring van het Katholiek Verbond voor Kinderbescherming. Op 17 juni 1947 vierde hij zijn zilveren jubileum als directeur van de tehuizen van de Zusters van de Miséricorde. Bij die gelegenheid werd hij benoemd tot geheim kamerheer van de paus (met de titel "monseigneur" en het recht om "klein paars" te dragen). In 1950 ging de tachtigjarige Van Rijt met emeritaat, maar zijn werk voor de Zusters van Barmhartigheid zette hij voort tot zijn dood.
Gerrit van Rijt overleed op 89-jarige leeftijd in Maastricht. Zijn uitvaart werd bijgewoond door tal van geestelijke en wereldlijke autoriteiten, waaronder een afvaardiging van het Ministerie van Justitie.

## Onderscheidingen
- 1947: (boventallig) geheim kamerheer van de paus
- 1950: ridder in de Orde van de Nederlandse Leeuw
- 1950: zilveren legpenning van de Provincie Limburg
- 1955: zilveren erepenning van de Gemeente Maastricht
- ?: officier in de Orde van Oranje-Nassau

## Nalatenschap
Gerrit van Rijts naam werd in 1947 verbonden aan de te Roermond gevestigde Mgr. J.G. van Rijt-Stichting met verscheidene tehuizen voor kansarme jongeren, waaronder Huize Mariënwaard in de Maastrichtse buurt Nazareth en het voogdijgesticht Sint-Lodewijk ("St. Ludwig") in Vlodrop. De tehuizen zijn inmiddels opgeheven of overgegaan in andere handen. Het vermogen wordt beheerd door de in 1981 opgerichte Stichting Fonds Welzijnswerk in 's-Hertogenbosch.
Gerrit van Rijt was met name in zijn jonge jaren een fervent amateurfotograaf. Zo fotografeerde hij tussen 1898 en 1916 in Meijel, wat voor dit dorp de oudst bewaard gebleven beelden opleverde. Mogelijk werd hij omstreeks 1897 lid van de enkele jaren eerder opgerichte Maastrichtsche Amateur Fotografen Vereeniging (MAFV). Een deel van zijn Maastrichtse foto's betreft 'schilderachtige' sfeerbeelden, zoals die ook door andere amateurfotografen zijn gemaakt. Daarnaast had hij oog voor belangwekkende gebeurtenissen, zoals de militaire manoeuvres in Zuid-Limburg (1901), het bezoek van koningin Wilhelmina en prins Hendrik (1903), de onthulling van het standbeeld van Minckelers (1904) en de bouw van de Ambachtsschool (1911-1912), en was hij een verdienstelijk portretfotograaf.
Van de amateurfoto's van Van Rijt zijn circa 175 opnamen bewaard gebleven (stand 2021), een tiental in de collecties van de Meijelse Heemkundevereniging "Medelo" en de overige bij het Sociaal Historisch Centrum voor Limburg (SHCL) te Maastricht.

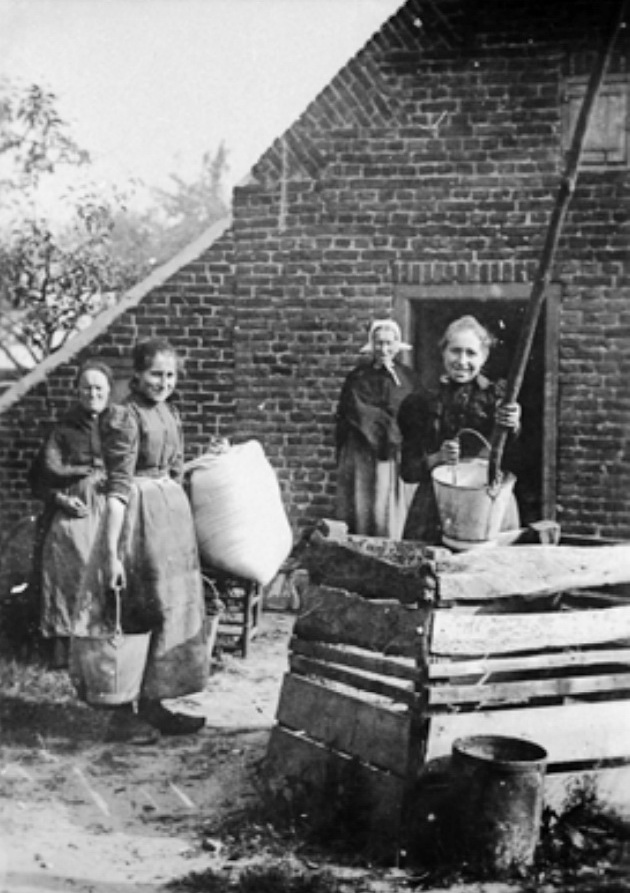
Vier vrouwelijke leden van het gezin Van Rijt, Meijel, ca. 1900
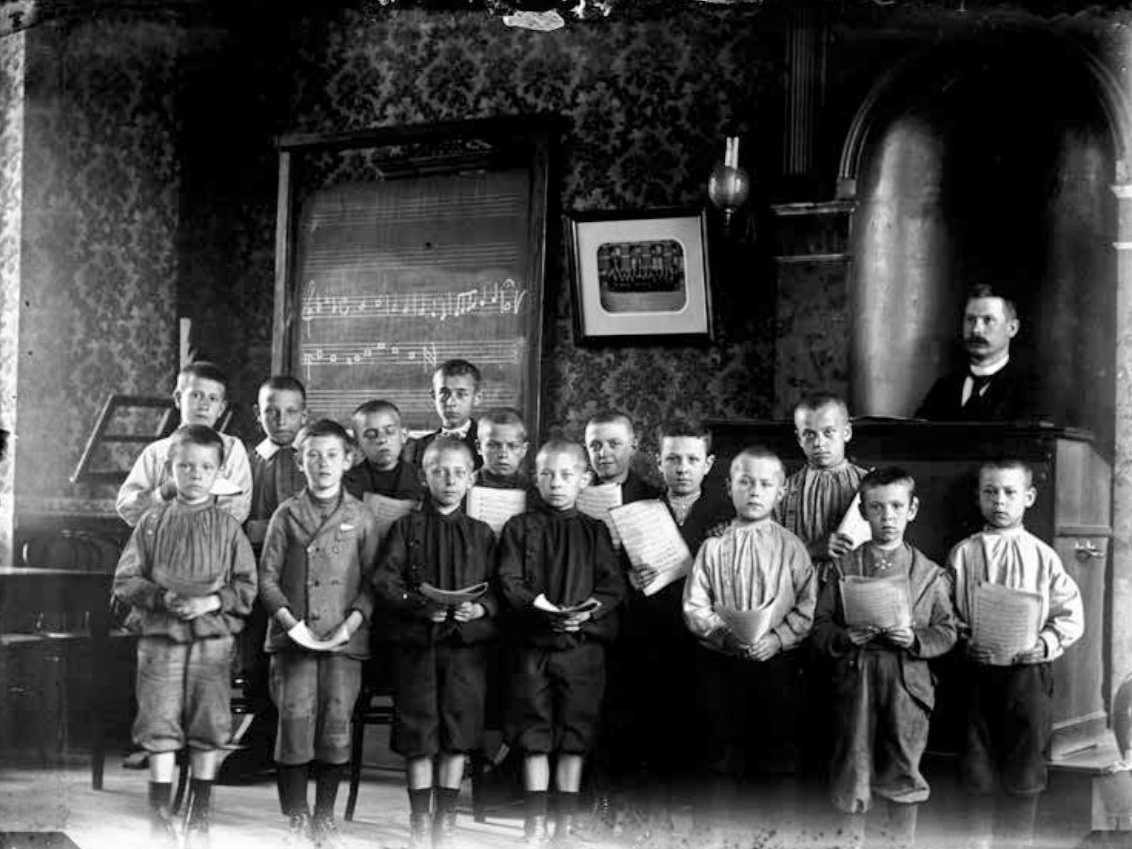
Knapenkoor van de Sint-Matthijskerk, Maastricht, ca. 1900
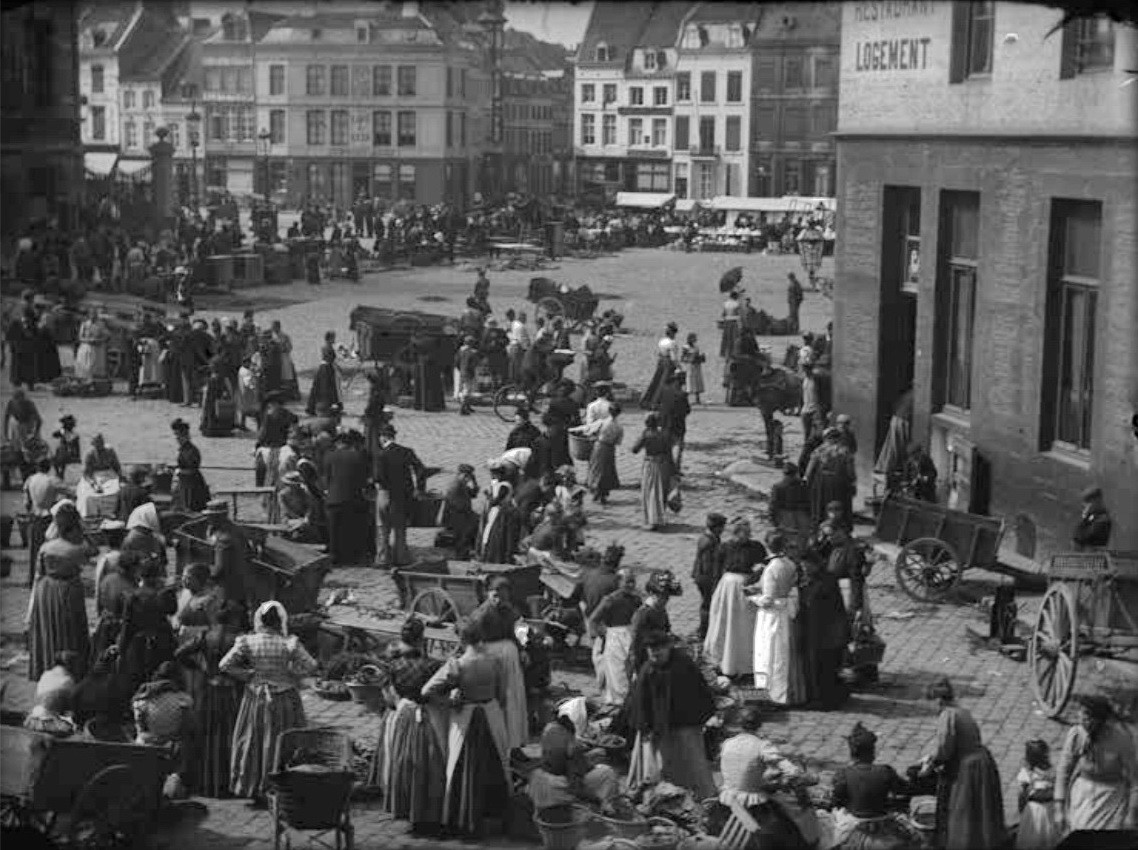
Marktdag op de Markt in Maastricht, ca. 1900
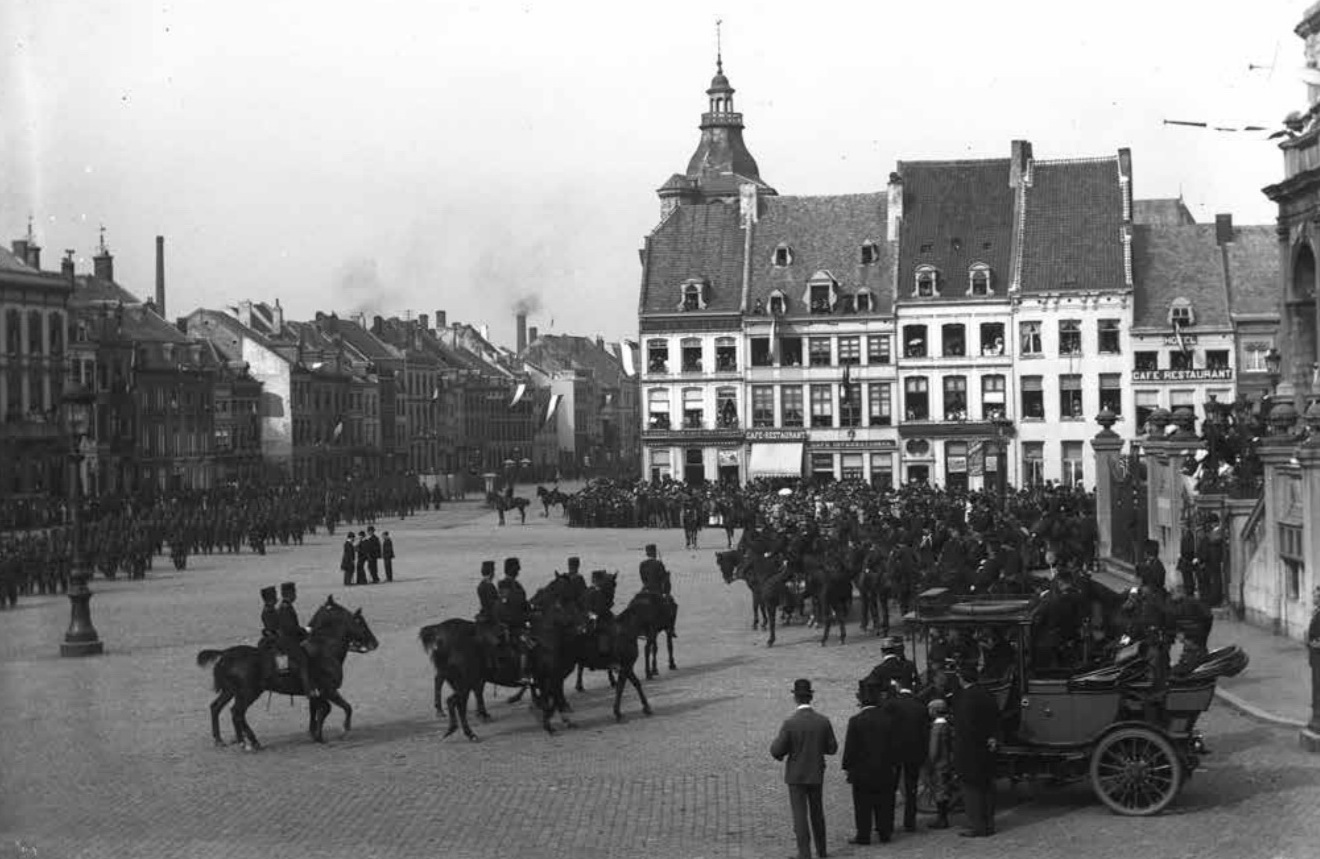
Militaire parade op de Markt, Maastricht, 1901
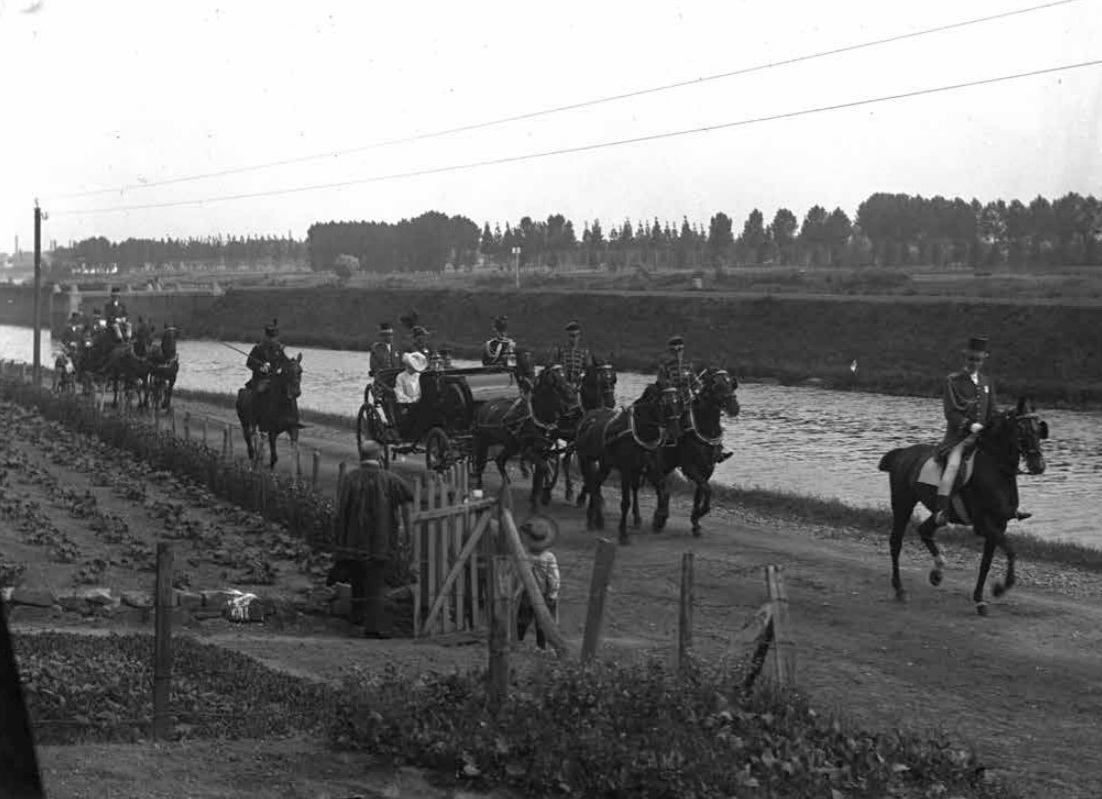
Koninklijk bezoek, Lage Kanaaldijk, Maastricht, 1903
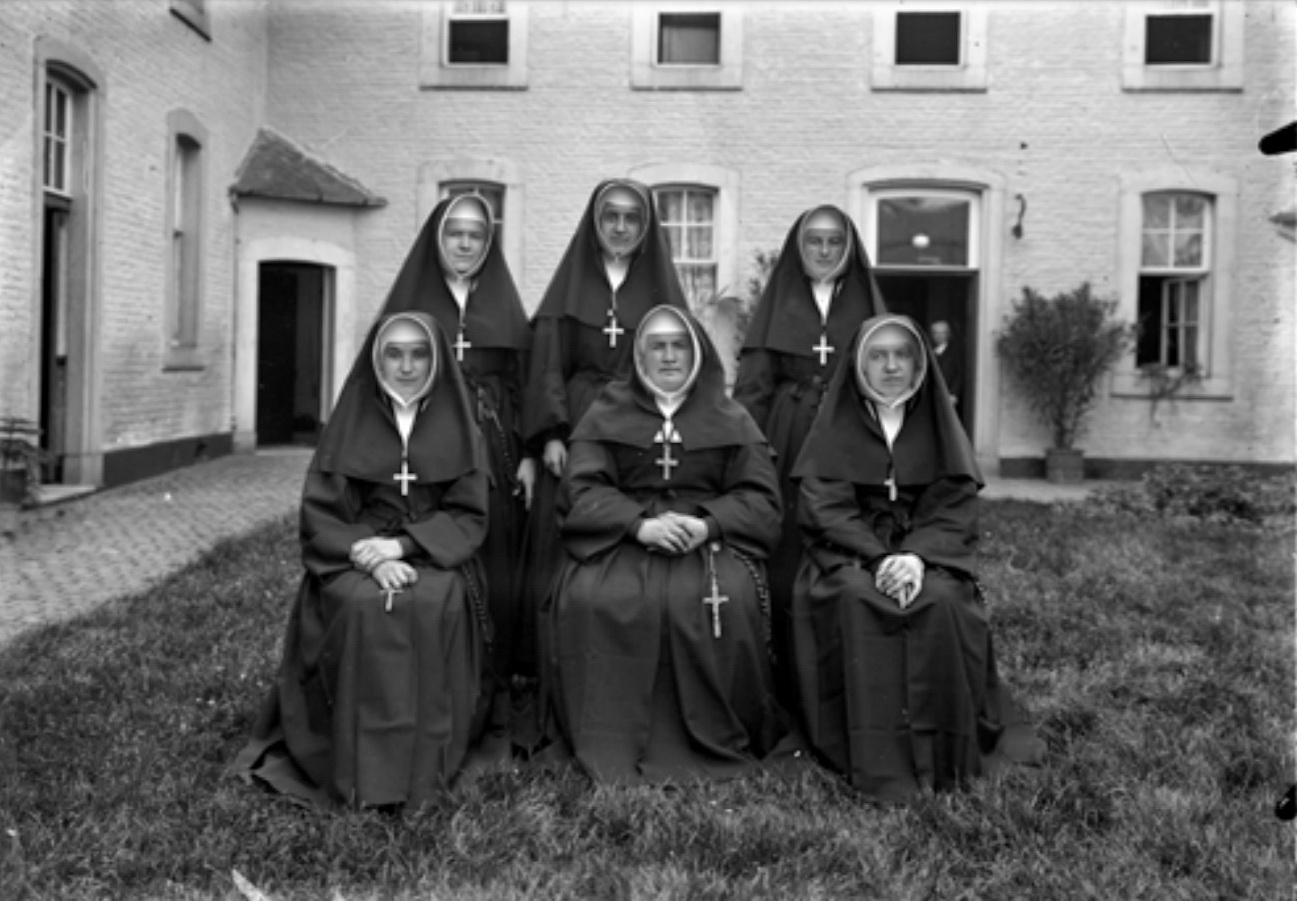
Zusters Onder de Bogen in het Twaalf Apostelenhuis, Maastricht, ca. 1907
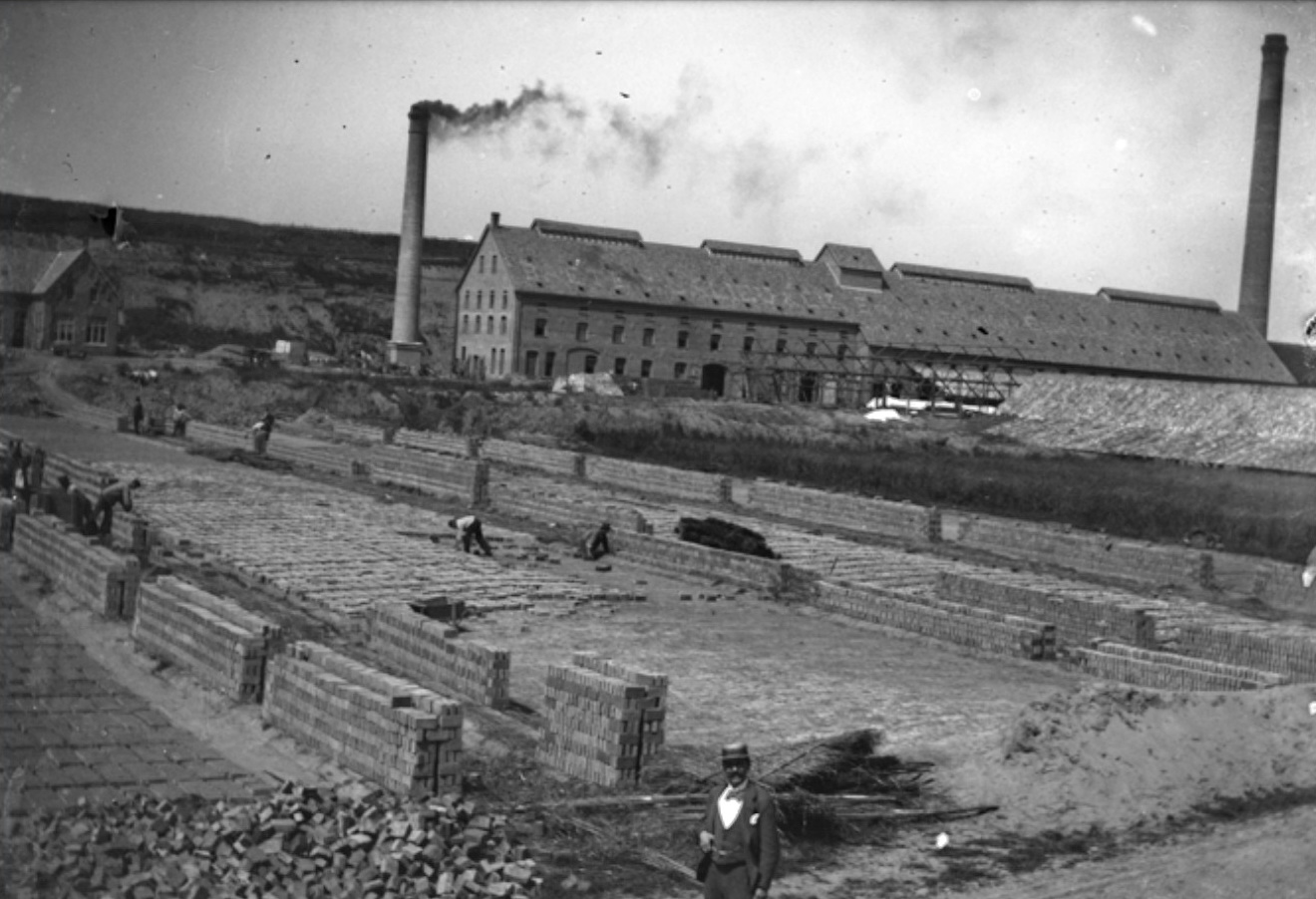
Stoomsteenfabriek Belvédère nabij Caberg, 1908